# Korbinian
Der heilige Korbinian, auch Corbinian und lateinisch Korbinianus/Corbinianus (* zwischen 670 und 680 bei Arpajon südlich von Paris; † 8. September zwischen 724 und 730 in Freising), war ein christlicher Missionar und gilt als erster Bischof von Freising, wobei diese Funktion und ebenso die Gründung des Bistums durch ihn in Frage gestellt wird. Er wird in der römisch-katholischen Kirche und den orthodoxen Kirchen als Heiliger verehrt.

## Vita Corbiniani

### Hintergrund
Die Angaben zum Leben des Heiligen stammen aus der Vita Corbiniani des Freisinger Bischofs Arbeo (ca. 723-784). Von der ursprünglichen Version sind zwei Abschriften aus dem 9. Jahrhundert erhalten. Die eine Version befindet sich im Passionale des Reginbert, das im Kloster Reichenau entstanden ist. Bei dieser Version fehlt allerdings der Prolog. Die andere Version ist in einer Handschrift aus Kloster Sankt Emmeram in Regensburg enthalten, die allerdings nach dem 47. Kapitel abbricht. Die in der Vita Corbiniani geschilderten Ereignisse liegen zur Zeit der Niederschrift bereits rund 50 Jahre zurück und sind durchsetzt mit Motiven aus anderen Heiligenerzählungen. Die berühmteste Episode um den Bären, der das Pferd des Heiligen tötet und zur Buße selbst als Lasttier dienen muss, ist eine spätere Ergänzung. Sie wurde bei einer Überarbeitung im 10. Jahrhundert eingefügt und vermutlich aus der Vita Maximini übernommen.
Die zugrundeliegende Ereignisgeschichte ereignete sich im frühen 8. Jahrhundert, als Missionare den christlichen Glauben in Europa verbreiteten. Das heutige Süddeutschland lag im Osten des damals noch ungeteilten Frankenreiches. Schriftliche Überlieferungen sind aus dieser Zeit ausgesprochen selten, daher sind die Zeitangaben im Artikel ungenau.

### Handlung der Erzählung

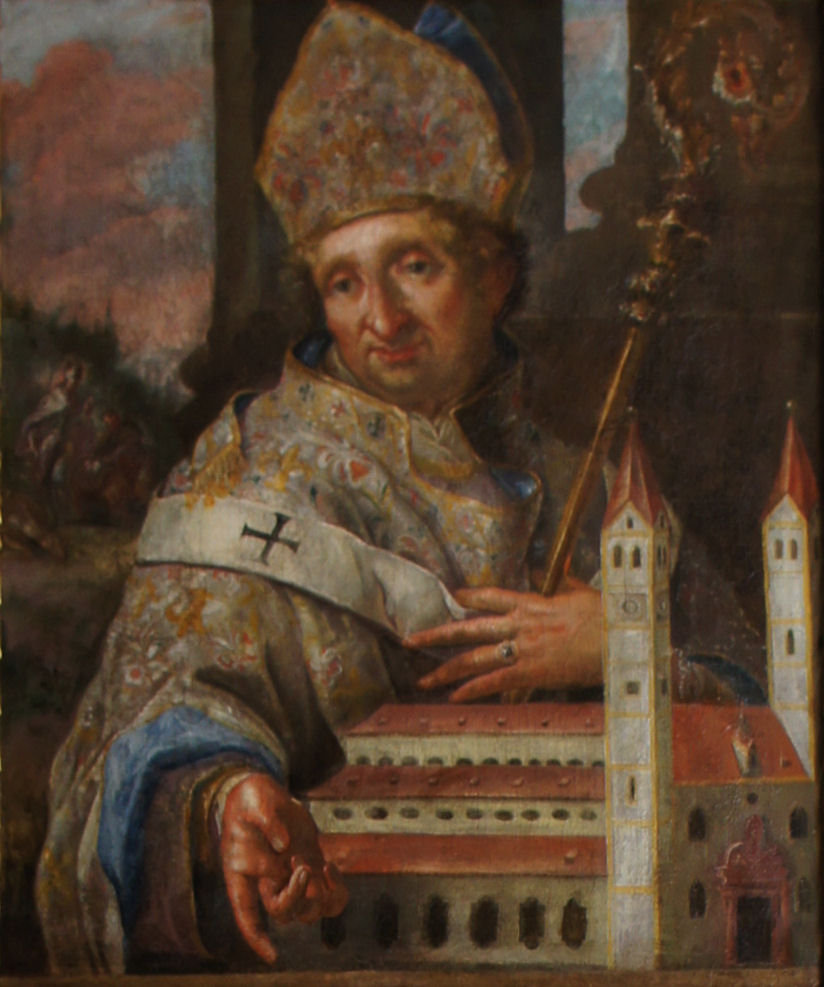
Hl. Korbinian auf einem Gemälde im Fürstengang Freising

Korbinian, Sohn der Irin Corbiniana und eines Franken namens Waltekis (auch „Waldekiso“), entschied sich in jungen Jahren für das Leben eines Eremiten. Er baute sich eine Klause neben einer Kapelle unweit seines Geburtsorts, bei dem es sich um Saint-Germain-lès-Châtres bei Arpajon (heute Saint-Germain-lès-Arpajon) gehandelt haben soll. 709 oder 710 brach er zu seiner zweiten Pilgerreise nach Rom auf. Auf dem Weg dahin gründete er in Kuens (bei Meran) ein Kloster.
In Rom bewegte der Papst Korbinian dazu, das Einsiedlerdasein zugunsten der Missionsarbeit in Gallien zu beenden. Diese neue Aufgabe befriedigte ihn nach einigen Jahren nicht mehr. Sieben Jahre später pilgerte er erneut nach Rom. Korbinians Wunsch, wieder als Eremit leben zu dürfen, wurde aber nicht erfüllt; der Papst schickte ihn erneut ins Frankenreich. Seine Reisen führten Korbinian schließlich ins Herzogtum Baiern.
Auf Wunsch des Herzogs Grimoald von Bayern ließ er sich um das Jahr 720 bei Freising nieder, das durch Korbinians apostolisches Wirken später zu einem bedeutenden geistlichen Zentrum im deutschen Süden heranreifte (Benediktinerabtei Weihenstephan).
Als vom Papst ausgesandter Missionar achtete Korbinian auf Glauben und Sitten. Nach einem Streit mit dem Herzog musste er dessen Herrschaftsgebiet verlassen. Korbinian hatte dem Herzog die nach damaligem Kirchenrecht verbotene Eheschließung mit Pilitrud (auch „Plektrudis“), der Frau seines verstorbenen Bruders, vorgeworfen und sich dadurch ihren Hass zugezogen.

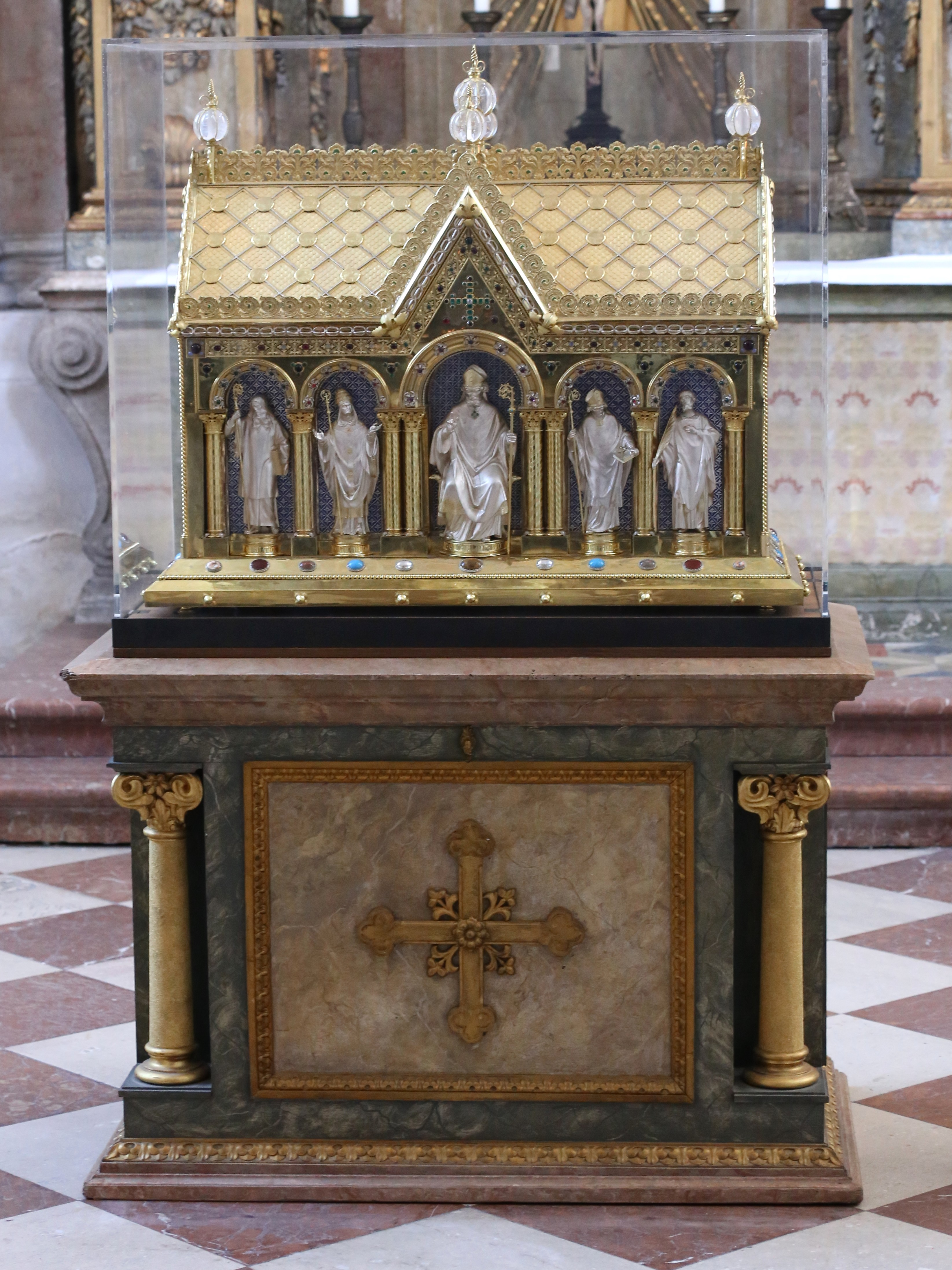
Schrein des heiligen Korbinian

Korbinian suchte das Kloster in Kuens auf und wirkte einige Jahre im jetzigen Südtirol. Um 725 errichtete Korbinian ein Oratorium (habitaculum) in Kuens, das den heiligen Valentin und Zeno geweiht war. Nach dem Tod von Grimoald bat dessen Nachfolger, Herzog Hugbert, Korbinian, die unterbrochene Tätigkeit in Freising wieder fortzusetzen. Als er seinen Tod herannahen fühlte, sandte er dem Herzog die Bitte, in der Burg Mais (castrum Mais) bestattet zu werden. Der Herzog ließ daraufhin den in der Freisinger Marienkirche aufgebahrten Leichnam nach Mais überführen. Der spätere Bischof von Freising Arbeo hat erfolgreich alles darangesetzt, den Leichnam des als Heiligen anerkannten Korbinian wieder nach Freising zurückzuholen. Im Winter 768/69 konnte die Überführung realisiert werden und am 24. Februar 769 sind seine Gebeine in Freising angekommen (ad sepulchrum sancti Corbiniani confessoris Christi in loco Frisingas).

## Verehrung
An einem 8. September zwischen 724 und 730 starb der Missionsbischof. Seine sterblichen Überreste wurden nach der Beerdigung seinem Willen gemäß nach der Burg Mais überführt. Um das Jahr 769 herum wurden die Reliquien auf Druck der Korbinian verehrenden Gläubigen wieder nach Freising zurückgeholt und in die Krypta des Freisinger Doms überführt. Seit Ende des 19. Jahrhunderts befinden sich die Reliquien des hl. Korbinian im damals neu geschaffenen neoromanischen Korbiniansschrein.
Gedenktag des Heiligen ist in Deutschland der 20. November und in Frankreich der 8. September. Der Gedenktag des hl. Korbinian in den orthodoxen Kirchen ist ebenfalls am 20. November.
Der evangelische Namenkalender der Evangelischen Kirche in Deutschland erinnert am 8. September an Korbinian als „Zeuge Christi“.

## Patronate
Korbinian ist Schutzpatron des Erzbistums München und Freising und Stadtpatron von Freising in Bayern.
Mehrere Kirchen im Erzbistum München und Freising haben den heiligen Korbinian als Patrozinium. Die in den 1990er Jahren erbaute moderne Kathedrale von Évry, in deren Diözesangebiet Korbinians Geburtsort Arpajon liegt, ist dem hl. Korbinian geweiht und besitzt eine Bronzestatue des Heiligen. Ferner ist die 2011 neu errichtete Kirche San Corbiniano im Stadtteil Infernetto in Rom dem hl. Korbinian geweiht.

## Ikonographie

Wappen Benedikts XVI. (im Schild oben links ist der Bär abgebildet)

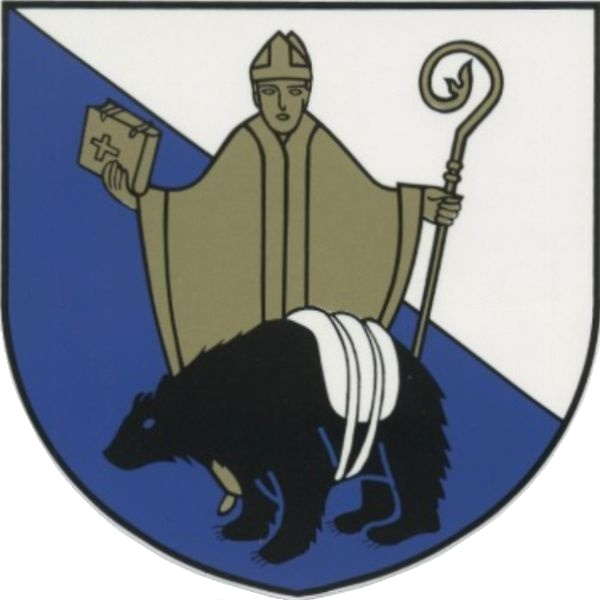
Wappen von Euratsfeld

Wappen von Freising

Korbinian wird in Begleitung eines Bären dargestellt, der ein Lastenbündel trägt und in der christlichen Ikonographie Korbiniansbär genannt wird. Dies beruht auf einer Überlieferung, der zufolge ein wilder Bär auf einer Pilgerfahrt des Korbinian dessen Lasttier gerissen habe. Der Heilige habe ihm zur Strafe dafür seine Habseligkeiten aufgebürdet und sei mit dem Bären nach Rom gewandert. Der Bär als Heiligenattribut vom St. Korbinian wird beispielsweise an der Statue Ignaz Günthers von 1761 in der Pfarrkirche St. Marinus und Anianus in Rott am Inn sowie an weiteren sakralen Kunstgegenständen (siehe auch bei Korbiniansbär) dargestellt.
Das Wappen der Stadt Freising wie auch das Papstwappen von Papst Benedikt XVI. (der von 1977 bis 1982 Erzbischof von München und Freising war) führen den Korbiniansbären.

## Jubiläum
Das Erzbistum München und Freising und die Stadt Freising begehen das Jahr 2024 als Korbiniansjubiläum unter dem Motto 1300 Jahre Korbinian. Auch die diesjährige Bayerische Landesausstellung des Hauses der Bayerischen Geschichte steht unter diesem Thema. Sie wird von Mai bis November 2024 im Diözesanmuseum Freising gezeigt trägt den Titel Tassilo, Korbinian und der Bär – Bayern im frühen Mittelalter.

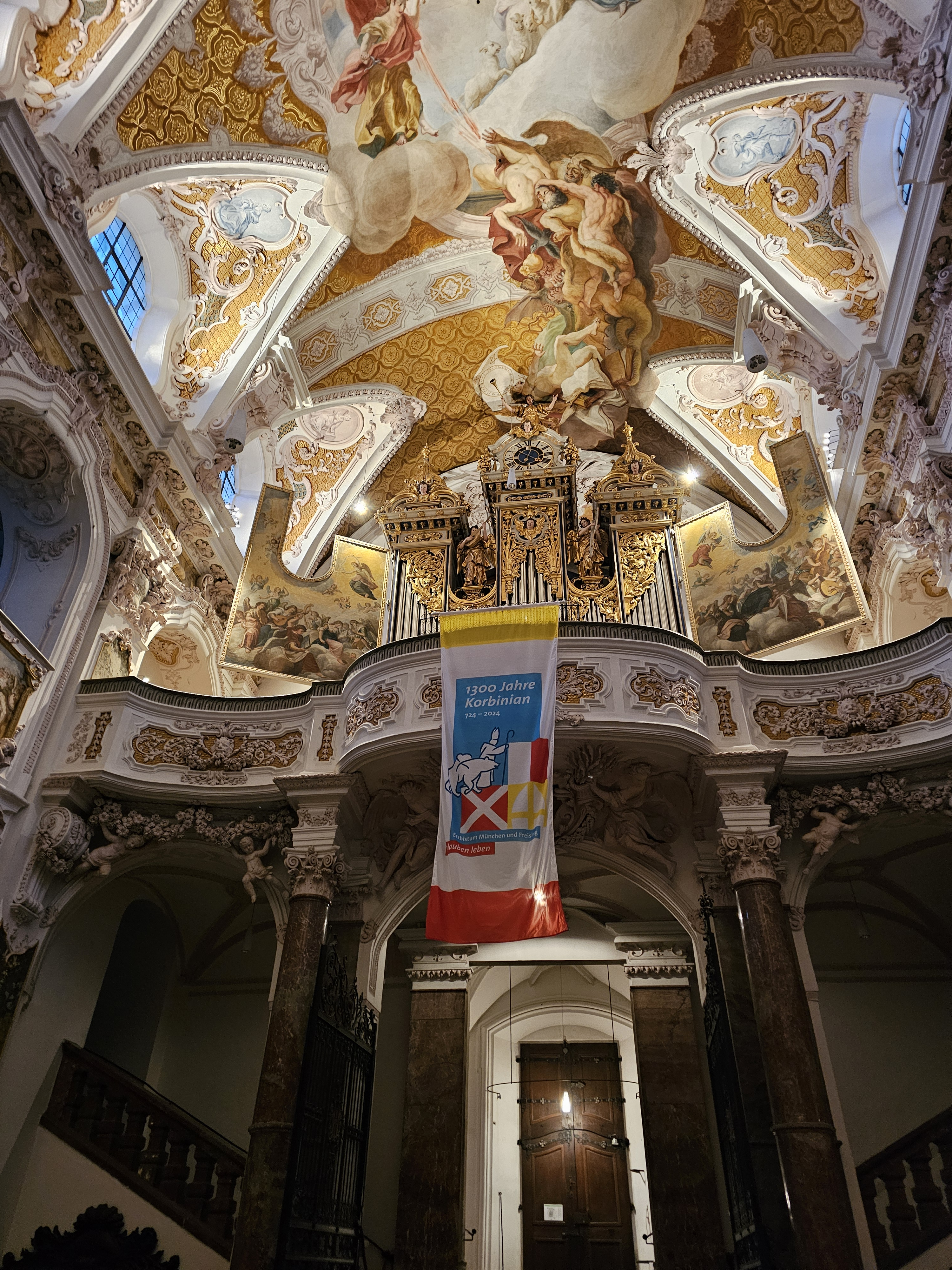
Fahne während des Jubiläums im Freisinger Dom